# You're On Your Own, Kid
You're On Your Own, Kid è un brano musicale della cantautrice statunitense Taylor Swift, contenuto nel suo decimo album in studio Midnights. Il brano non è mai stato pubblicato come singolo, ma nonostante questo è riuscito ad entrare in classifica in più di venti Paesi, inclusi gli Stati Uniti e il Canada, raggiungendo rispettivamente l'ottava e la sesta posizione. È stato inoltre certificato disco di platino in Canada e disco d'argento nel Regno Unito.

## Critica
Stephen Thompson di NPR ha elogiato la specificità e le immagini del testo e la "splendida" melodia che mette in mostra il talento di Swift come grande cantautrice. Attard considera You're On Your Own, Kid uno dei brani di Midnights che meglio mostrano il "temperamento maturo e la cruda intimità del modo di scrivere di Swift", e Petridis lo ha scelto tra le canzoni che sono "piene di sottili, tocchi brillanti". In Slate, il critico Carl Wilson afferma che You're On Your Own, Kid è una delle tracce dell'album che maggiormente mostra la "acutezza emotiva" della cantante. Kate Solomon del quotidiano i ha elogiato il brano definendolo il brano più emozionante dell'album. Ellen Johnson di Paste si è complimentata per la ricchezza narrativa che evita di essere "eccessivamente prolissa o sdolcinata", cosa che ha trovato superiore alle canzoni pop tradizionali. In Variety, Chris Willman ha classificato You're On Your Own, Kid al numero 49 nella sua lista delle migliori 50 canzoni del repertorio di Swift, lodando in particolare il testo.

## Classifiche
| Classifica               | Posizione massima |
| ------------------------ | ----------------- |
| Argentina                | 98                |
| Australia                | 6                 |
| Canada                   | 6                 |
| Croazia                  | 18                |
| Danimarca                | 40                |
| Francia                  | 107               |
| Filippine                | 6                 |
| Grecia (internazionale)  | 10                |
| India (internazionale)   | 19                |
| Islanda                  | 13                |
| Italia                   | 82                |
| Lituania                 | 24                |
| Lussemburgo              | 22                |
| Malesia                  | 11                |
| Malesia (internazionale) | 7                 |
| Norvegia                 | 34                |
| Nuova Zelanda            | 20                |
| Portogallo               | 13                |
| Regno Unito              | 65                |
| Repubblica Ceca          | 26                |
| Singapore                | 6                 |
| Slovacchia               | 32                |
| Spagna                   | 39                |
| Stati Uniti              | 8                 |
| Sud Africa               | 19                |
| Svezia                   | 27                |
| Ungheria                 | 36                |
| Vietnam                  | 13                |